# Benz Patent-Motorwagen Ideal
Der Benz Patent-Motorwagen Ideal war eine Weiterentwicklung des ersten Benz Patent-Motorwagen Velo.

## Beschreibung
Auch dieser Wagen hatte zunächst noch Einzylindermotoren, die hinten im Fahrzeug quer eingebaut wurden. Ab 1902 gab es den ersten Zweizylinder-Boxermotor. Folgende Motoren wurden angeboten:
| Bauzeitraum | Bauart       | Hubraum  | Bohrung × Hub   | Leistung        | bei Drehzahl | Quelle |
| ----------- | ------------ | -------- | --------------- | --------------- | ------------ | ------ |
| 1898        | Einzylinder  | 1045 cm³ | 110 mm × 110 mm | 3 PS (2,2 kW)   | 700 min−1    | [ 1 ]  |
| 1899–1901   | Einzylinder  | 1143 cm³ | 115 mm × 110 mm | 4,5 PS (3,3 kW) | 960 min−1    | [ 2 ]  |
| 1902        | 2-Zyl.-Boxer | 1728 cm³ | 100 mm × 110 mm | 8 PS (5,9 kW)   | 1000 min−1   | [ 3 ]  |

Ein Dreistufengetriebe mit Rückwärtsgang leitete die Motorkraft an die Hinterräder weiter.
Die Fahrzeuge kosteten zwischen 3800 und 5200 Goldmark. Daneben gab es noch den Duc mit vier Vorwärtsgängen und Notsitz für 6000 Goldmark und den Charette, ebenfalls mit vier Vorwärtsgängen für 5500 bis 5700 Goldmark.
Insgesamt entstanden etwa 300 Fahrzeuge.